# NGC 1662
NGC 1662 est un amas ouvert situé dans la constellation d'Orion. Il a été découvert par l'astronome germano-britannique William Herschel en 1784.
NGC 1662 est situé à environ 437 pc (∼1 430 al) du système solaire et les dernières estimations donnent un âge de 422 millions d'années. Le diamètre apparent de l'amas est de 12,0 minutes d'arc, ce qui, compte tenu de la distance, donne un diamètre réel d'environ 5,0 années-lumière.
Selon la classification des amas ouverts de Robert Trumpler, cet amas renferme moins de 50 étoiles (lettre p) dont la concentration est forte (I) et dont les magnitudes se répartissent sur un intervalle moyen (le chiffre 2).